# Salah ad-Din as-Sabbagh
Salah ad-Din as-Sabbagh (arab. ‏صلاح الدين الصباغ‎, ur. 1889 w Mosulu, zm. w październiku 1945 w Bagdadzie) – iracki wojskowy, przywódca Złotego czworoboku, działacz panarabski.

## Życiorys

### Wczesna działalność
Jego matka była Irakijką, ojciec pochodził z Libanu. Był sunnitą. Ukończył szkołę wojskową w Konstantynopolu i w 1915 został promowany na pierwszy stopień oficerski. Walczył w armii tureckiej w I wojnie światowej, trafił do niewoli. W 1921, krótko po utworzeniu niesuwerennego Królestwa Iraku i koronacji Fajsala I, przybył do nowego państwa i został przyjęty do jego sił zbrojnych. W kolejnych latach brał udział w szkoleniach wojskowych w Wielkiej Brytanii oraz Belgii, od 1924 był wykładowcą szkoły wojskowej w Bagdadzie, a następnie szkoły sztabu generalnego. Przed 1936 został awansowany na stopień pułkownika i objął dowództwo III dywizji wojsk irackich.

### Spisek przeciwko Bakrowi Sidkiemu. Powstanie złotego czworoboku
Jako panarabista negatywnie odnosił się do polityki powstałego po zamachu stanu w 1936 rządu Hikmata Sulajmana wspieranego przez głównodowodzącego irackich sił zbrojnych Bakra Sidkiego, a orientującego się w sprawach międzynarodowych głównie na Iran i Turcję. Razem z sześcioma innymi wyższymi oficerami (Aminem al-Umarim, Kamilem Szabibem, Abd al-Azizem Dżamulkim, Mahmudem Salmanem, Husajnem Fauzim oraz Fahmim Sa’idem) zawiązał spisek, który miał na celu zabójstwo Bakra Sidkiego, jako głównego gwaranta istnienia rządu Sulajmana. W rezultacie w sierpniu 1937 Sidki został zamordowany na lotnisku w Mosulu. Fakt ten zachęcił armię do wypowiedzenia rządowi posłuszeństwa i doprowadził do upadku gabinetu Sulajmana.
As-Sabbagh i pozostali uczestnicy spisku stali się po tym wydarzeniu najważniejszymi osobami w Iraku: de facto decydowali o obsadzie najwyższych stanowisk państwowych, chociaż nie ingerowali w codzienną aktywność utworzonych za ich zgodą gabinetów. Oficerowie narzucili cywilnym politykom ideologię panarabską, która ich zdaniem stanowiła podstawę irackiej tożsamości. Pragnęli, by Irak odegrał wiodącą rolę w procesie jednoczenia Arabów i tworzenia ich wspólnego, potężnego państwa. Drugim filarem tożsamości arabskiej w przekonaniu as-Sabbagha miała być religia muzułmańska. Oficerowie nie interesowali się natomiast problemami społecznymi kraju. Krąg siedmiu oficerów zdecydował o powierzeniu przez króla Ghaziego teki premiera najpierw Dżamilowi al-Midfa’i (grudzień 1937), a następnie Nuriemu as-Sa’idowi (grudzień 1938). 
As-Sabbagh razem z Szabibem, Salmanem i Sa’idem tworzył tzw. złoty czworobok - nieformalną grupę sprawującą faktyczną kontrolę nad państwem irackim. Rząd Nuriego as-Sa’ida konsultował z nimi wszystkie swoje działania. Postawa taka jeszcze obniżała jego znaczenie i ostatecznie doprowadziła do jego rezygnacji w 1940. W tym samym roku as-Sabbagh został zastępcą szefa sztabu armii irackiej. Był najbardziej charyzmatyczny z grona dominujących w irackiej polityce oficerów. 
Aby osłabić panarabskich oficerów, regent Abd al-Ilah powołał na nowego premiera Raszida Alego al-Kilaniego i doprowadził do utworzenia rządu jedności narodowej grupującego polityków o orientacji probrytyjskiej. Równocześnie as-Sabbagh razem z innymi nacjonalistami arabskimi był przekonany o nieuniknionym zwycięstwie wojennym III Rzeszy (inspirowała go w tym zakresie działalność Al-Hadżdża Muhammada Amina al-Husajniego) i twierdził, że Irak nie powinien prowokować Niemców, wspierając w jakikolwiek sposób brytyjski wysiłek wojenny.
Naciski złotego czworoboku na premiera (razem z innymi czynnikami) odniosły skutki; al-Kilani, wbrew oczekiwaniom regenta, coraz wyraźniej przechodził na pozycje antybrytyjskie. Gdy w związku z tym regent zaczął domagać się od niego dymisji, as-Sabbah wystąpił w obronie gabinetu i oznajmił, iż w razie dymisji al-Kilaniego wojsko wymusi przywrócenie jego rządu. Ostatecznie al-Kilani odszedł ze stanowiska w styczniu 1941, gdy złoty czworobok doszedł do przekonania, że nie warto interweniować zbrojnie i ryzykować wojny domowej w jego obronie. Zaakceptował również jako nowego premiera Tahę al-Haszimiego. Zorientowawszy się, iż nie zamierzał on dzielić się władzą z oficerami, as-Sabbagh i jego towarzysze siłą wymusili na nim rezygnację.

### Zamach stanu al-Kilaniego i interwencja brytyjska
Złoty czworobek przeprowadził 1 kwietnia 1941 przewrót, znany następnie jako zamach stanu al-Kilaniego. As-Sabbagh brał udział w rozmowach z przedstawicielami III Rzeszy w sprawie poparcia dla ruchu panarabskiego. Złoty czworobok przekonał również al-Kilaniego do odrzucenia brytyjskich żądań rozmieszczenia w Iraku dodatkowych sił (do czego prawo gwarantował im układ iracko-brytyjski z 1930). W rezultacie w maju wojska brytyjskie zaatakowały siły irackie, pokonały je i wkroczyły do Bagdadu, przez co doprowadziły do obalenia rządu al-Kilaniego.  
Razem z al-Kilanim, członkami jego rządu i innymi wpływowymi oficerami as-Sabbagh opuścił Bagdad przed upadkiem miasta i emigrował do Iranu. Następnie przeniósł się do Turcji. W Iraku został in absentia skazany na śmierć na fali czystek przeprowadzonych przez nowy, probrytyjski rząd Nuriego as-Sa’ida. Ujęty przez Brytyjczyków, w 1945 as-Sabbagh został wydany rządowi irackiemu i stracony, podobnie jak pozostali oficerowie tworzący złoty czworobok. Jego ciało zostało, dla postrachu, publicznie wywieszone na bramie irackiego ministerstwa obrony. 
Jest autorem autobiografii.